# Eichhorst (Meclemburgo-Pomerania Anteriore)
Eichhorst è una frazione del comune di Friedland del Meclemburgo-Pomerania Anteriore, in Germania.
Già comune autonomo è stato incorporato al comune di Friedland a partire dal 25 maggio del 2014.